# Aurelianusreliëf

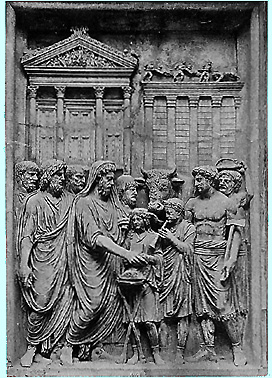
Marcus Aurelius Arcus

Het Aurelianusreliëf is een Romeins reliëf, een driedimensionale weergave van een offerande die plaatsvond in 176 in aanwezigheid van keizer Marcus Aurelius bij de triomftocht in Rome na de Romeinse overwinning onder leiding van Marcus Aurelius tegen de Donauvolkeren (Germanen). 
Het kunstwerk in marmer met een hoogte van 3,5 m is van een onbekende kunstenaar. Het heeft een platte achterkant. Het is te bezichtigen in Rome in het Palazzo dei Conservatori (dit behoort tot de Musei Capitolini). Het reliëf toont Marcus Aurelius (keizer van 161-180 in het Romeinse Rijk). Marcus Aurelius draagt een toga en zijn hoofd is bedekt (tweede persoon van links op de afbeelding). Op het reliëf woont hij een offer bij; het offer gebeurt op een altaar dat voor de tempel van Jupiter Capitolinus (Tempel gebouwd op het capitolijn) geplaatst werd. Dit reliëf bevat de enige gekende afbeelding van de tempel van Jupiter Capitolinus.